# قبائل ألمانية

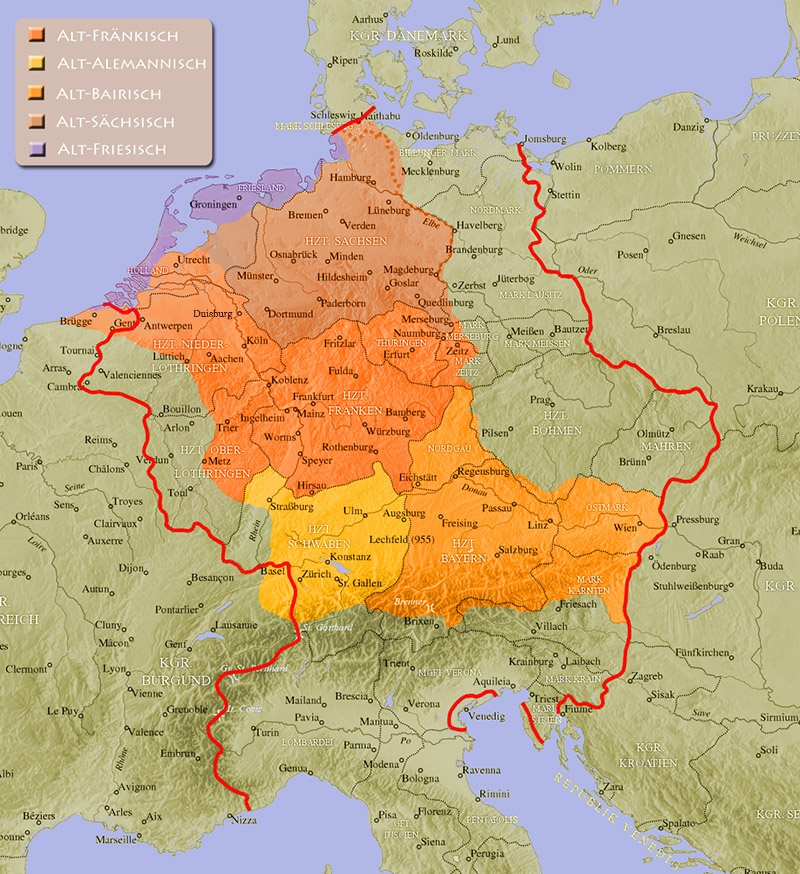

تشمل القبائل الألمانية (بالألمانية: Deutsche Stämme) القبائل القديمة التي تشكلت قبل العام الميلادي الألفي، والقبائل الحديثة التي ظهرت في سياق الاستيطان الألماني لشرق أوروبا بعد سنة 1000. كانت هنالك مبالغة في أهمية القبائل الألمانية خلال القرن الثامن عشر والتاسع عشر. لكن الأهمية الحقيقية لا تزال تتطلب مزيدا من التحقق. فإن مفهوم «القبلية» غير دقيق من الناحية التاريخية في الوقت الراهن، ويعتبر بالتالي مشكلة في مجالات البحث العلمي.

## تعريف
يطلق حاليا مصطلح شعوب على «القبائل الألمانية» في القرون الوسطى لتجنب تكوين انطباع عن «بدائية» في بنيتها السياسية والاجتماعية. لكن المشكلة في الأمر أن المصطلحات اللاتينية من أوائل القرون الوسطى الحديثة تختلف في المعاني عن الترجمات العصرية. فمفاهيم «القبيلة» و«الأمة» و«الشعب» التي تقابلها المصطلحات اللاتينية "gens"، و"nation" و"Populus" كانت تفهم في العصور الوسطى المبكرة خلاف ذلك.
تضم قائمة ما يسمى القبائل التقليدية ستة «شعوب» أو «قبائل»:
| قبيلة      | ملاحظات |
| بايوفاريون | تم التكوين العرقي للشعب "أو القبيلة" البايوفارية في العصور الوسطى المبكرة، لكنه ما زال موضع جدل تام. أدى حكم السلالة الأغيلولفينغية لتطور وحدة سياسية أسست لتاريخ دولة بافاريا. |
| سوابيون    | كانت منطقة جنوب غربي ألمانيا منظمة في العصور الوسطى المتأخرة في إطار الإمارة القبلية "سوابيا". وكان سكانها منحدرون من الألامان الذين وقعوا تحت الحكم الفرنجي بعد معركة تسولبيخ حوالي عام 500. |
| فرنجة      | يشكل الفرنجة كقبيلة ألمانية مشكلة عرقية جينية. إذ منح شعب دولة الفرنجة اسمه في اواسط العصور الوسطى للأقاليم التي تشكلت فيها امارة الفرنجة، على الرغم من أن "فرنجة" هذه المنطقة بدأت في وقت لاحق. كانت المناطق الأساسية للفرنجة في العصور الوسطى المتوسطة منظمة فعليا في إطار إمارة اللورين، التي كانت جغرافيا أوسع بكثير من المنطقة الفرنسية اللورين اليوم، التي وصل الاسم إليها عن طريق امارة اللورين العليا التي ورثت امارة اللورين. تركز شعور الانتماء الفرنجي في إقليم "فرنكونيا" الألماني الحالي بسبب قصر أمد الامارة القبلية الفرنجية في العصور الوسطى المتأخرة، في حين أن سكان هسن(في أوائل العصور الوسطى، خاتيون)، وبلاد الراين (فرنجة الراين)، وسارلاند وبالاتينيت لم ينم لديهم أي نوع من احتفاظ الوعي القبلي الفرنجي. |
| ثورنغيون   | ظهر التورنغيون لأول مرة مع نهاية القرن الرابع واستوطنوا اجزاء من وسط ألمانيا الحالية. في سنة 531 اخضع الفرنجة التورنغيون. وخلافا لغيرهم من القبائل الألمانية في بداية القرن العاشر لم ينشيء التورنغيون امارة قبلية مستقلة. فقط في عام 1131 تمكن اللودفينغيون من ارساء وحدة سياسية تمثلت باقطاعية تورينغيا (بالألمانية: Landgrafschaft Thüringen). |
| سكسونيون   | توحد السكسونيون التي كانت مناطق استيطانهم في العصور الوسطى تمتد فوق مساحة مقاطعة سكسونيا السفلى الحالية وإقليم فيستفالن، بفعل ضمهم إلى الدولة الفرنجية واعتناقهم المسيحية. وكان الشعب السكسوني في القرون الوسطى المتوسطة منظما سياسيا في اطار الامارة القبلية ساكسونيا. |
| فريزيون    | فتح شارلمان في سنة 785 جميع أنحاء فريزيا بعد أن كان جده كارل مارتل قد أخضع الفريزيين الغربيين. لكن الفريزيين تمكنوا بفضل معاهدة "الحرية الفريزية" الممنوحة لهم في العصور الوسطى، من لعب دور خاص. |